# Luiza Gega
Luiza Gega (ur. 5 listopada 1988 w Durrës) – albańska lekkoatletka specjalizująca się w biegach średnich i długich.
Na początku 2011 nie udało jej się awansować do finału na 800 metrów podczas halowych mistrzostw Europy w Paryżu. W tym samym roku zdobyła złoto i srebro mistrzostw Bałkanów oraz bez większego powodzenia startowała na uniwersjadzie w Shenzhen i na mistrzostwach świata w Daegu. Na początku 2012 zdobyła złoto na 1500 metrów w trakcie trwania halowych mistrzostw krajów bałkańskich w Stambule. Na eliminacjach zakończyła swoje starty podczas halowych mistrzostw świata i mistrzostw Starego Kontynentu. W 2013 zdobyła swoje drugie złoto halowych mistrzostw Bałkanów na dystansie 1500 metrów. Tydzień później startowała na halowych mistrzostwach Europy w Göteborgu. W tym samym roku sięgnęła po srebro igrzysk śródziemnomorskich w biegu na 1500 metrów. Brązowa medalistka uniwersjady w Kazaniu. W 2014 zajęła 6. miejsce podczas halowych mistrzostw świata w Sopocie. W 2016 została wicemistrzynią Europy na dystansie 3000 metrów z przeszkodami (pierwszy medal dla Albanii w historii mistrzostw Europy) oraz reprezentowała swój kraj na igrzyskach olimpijskich w Rio de Janeiro, natomiast w 2017 roku zajęła 5. miejsce w biegu na 1500 metrów podczas halowych mistrzostw Europy w Belgradzie. W 2021 zajęła 13. miejsce w biegu na 3000 metrów z przeszkodami podczas igrzysk olimpijskich w Tokio.
Złota medalistka mistrzostw Albanii oraz reprezentantka kraju na drużynowych mistrzostwach Europy. Wielokrotnie poprawiała krajowe rekordy na różnych dystansach.

## Osiągnięcia
| Rok  | Impreza                                   | Miejsce        | Konkurencja                   | Lokata      | Wynik    |
| ---- | ----------------------------------------- | -------------- | ----------------------------- | ----------- | -------- |
| 2006 | Puchar Europy                             | Nowy Sad       | bieg na 3000 m                | –           | DNF      |
| 2006 | Puchar Europy                             | Nowy Sad       | bieg na 5000 m                | –           | DNF      |
| 2009 | Halowe mistrzostwa krajów bałkańskich     | Pireus         | bieg na 800 m                 | 5. miejsce  | 4:06,66  |
| 2010 | III liga drużynowych mistrzostw Europy    | Marsa          | bieg na 800 m                 | 1. miejsce  | 2:07,39  |
| 2010 | III liga drużynowych mistrzostw Europy    | Marsa          | bieg na 1500 m                | 1. miejsce  | 4:23,20  |
| 2011 | Halowe mistrzostwa Europy                 | Paryż          | bieg na 800 m                 | eliminacje  | 2:08,75  |
| 2011 | III liga drużynowych mistrzostw Europy    | Reykjavík      | bieg na 1500 m                | 1. miejsce  | 4:19,50  |
| 2011 | III liga drużynowych mistrzostw Europy    | Reykjavík      | bieg na 3000 m z przeszkodami | 2. miejsce  | 10:02,88 |
| 2011 | Mistrzostwa krajów bałkańskich            | Sliwen         | bieg na 1500 m                | 1. miejsce  | 4:14,22  |
| 2011 | Mistrzostwa krajów bałkańskich            | Sliwen         | bieg na 3000 m z przeszkodami | 2. miejsce  | 10:02,35 |
| 2011 | Uniwersjada                               | Shenzhen       | bieg na 800 m                 | półfinał    | 2:04,13  |
| 2011 | Mistrzostwa świata                        | Daegu          | bieg na 800 m                 | eliminacje  | 2:03,21  |
| 2012 | Halowe mistrzostwa krajów bałkańskich     | Stambuł        | bieg na 1500 m                | 1. miejsce  | 4:10,75  |
| 2012 | Halowe mistrzostwa świata                 | Stambuł        | bieg na 1500 m                | eliminacje  | 4:13,45  |
| 2012 | Mistrzostwa Europy                        | Helsinki       | bieg na 1500 m                | eliminacje  | 4:12,54  |
| 2013 | Halowe mistrzostwa krajów bałkańskich     | Stambuł        | bieg na 1500 m                | 1. miejsce  | 4:09,90  |
| 2013 | Halowe mistrzostwa Europy                 | Göteborg       | bieg na 800 m                 | eliminacje  | DSQ      |
| 2013 | Igrzyska śródziemnomorskie                | Mersin         | bieg na 800 m                 | 4. miejsce  | 2:01,96  |
| 2013 | Igrzyska śródziemnomorskie                | Mersin         | bieg na 1500 m                | 2. miejsce  | 4:05,63  |
| 2013 | Uniwersjada                               | Kazań          | bieg na 1500 m                | 3. miejsce  | 4:08,71  |
| 2013 | Mistrzostwa świata                        | Moskwa         | bieg na 1500 m                | półfinał    | 4:08,79  |
| 2014 | Halowe mistrzostwa krajów bałkańskich     | Stambuł        | bieg na 1500 m                | 1. miejsce  | 4:07,84  |
| 2014 | Halowe mistrzostwa świata                 | Sopot          | bieg na 1500 m                | 6. miejsce  | 4:08,24  |
| 2014 | III liga drużynowych mistrzostw Europy    | Tbilisi        | bieg na 800 m                 | 1. miejsce  | 2:01,31  |
| 2014 | III liga drużynowych mistrzostw Europy    | Tbilisi        | bieg na 1500 m                | 1. miejsce  | 4:08,58  |
| 2014 | Mistrzostwa Europy                        | Zurych         | bieg na 1500 m                | eliminacje  | 4:12,25  |
| 2015 | III liga drużynowych mistrzostw Europy    | Baku           | bieg na 800 m                 | 2. miejsce  | 2:02,36  |
| 2015 | III liga drużynowych mistrzostw Europy    | Baku           | bieg na 1500 m                | 1. miejsce  | 4:11,58  |
| 2015 | Mistrzostwa krajów bałkańskich            | Pitești        | bieg na 800 m                 | 2. miejsce  | 2:03,45  |
| 2015 | Mistrzostwa krajów bałkańskich            | Pitești        | bieg na 1500 m                | 1. miejsce  | 4:08,74  |
| 2015 | Mistrzostwa świata                        | Pekin          | bieg na 1500 m                | eliminacje  | 4:09,36  |
| 2016 | Halowe mistrzostwa krajów bałkańskich     | Stambuł        | bieg na 1500 m                | 1. miejsce  | 4:06,89  |
| 2016 | Halowe mistrzostwa świata                 | Portland       | bieg na 1500 m                | eliminacje  | 4:16,12  |
| 2016 | Mistrzostwa Europy                        | Amsterdam      | bieg na 3000 m z przeszkodami | 2. miejsce  | 9:28,52  |
| 2016 | Igrzyska olimpijskie                      | Rio de Janeiro | bieg na 3000 m z przeszkodami | eliminacje  | 9:58,49  |
| 2017 | Halowe mistrzostwa krajów bałkańskich     | Stambuł        | bieg na 1500 m                | 1. miejsce  | 4:06,66  |
| 2017 | Halowe mistrzostwa Europy                 | Belgrad        | bieg na 1500 m                | 5. miejsce  | 4:11,64  |
| 2017 | Mistrzostwa świata                        | Londyn         | bieg na 3000 m z przeszkodami | eliminacje  | DNS      |
| 2018 | Halowe mistrzostwa świata                 | Birmingham     | bieg na 1500 m                | eliminacje  | 4:10,65  |
| 2018 | Mistrzostwa Europy                        | Berlin         | bieg na 3000 m z przeszkodami | 4. miejsce  | 9:24,78  |
| 2019 | Halowe mistrzostwa Europy                 | Glasgow        | bieg na 1500 m                | eliminacje  | DNS      |
| 2019 | III liga drużynowych mistrzostw Europy    | Skopje         | bieg na 5000 m                | 1. miejsce  | 15:36,62 |
| 2019 | III liga drużynowych mistrzostw Europy    | Skopje         | bieg na 3000 m z przeszkodami | 1. miejsce  | 9:25,80  |
| 2019 | Mistrzostwa świata                        | Doha           | bieg na 3000 m z przeszkodami | 9. miejsce  | 9:19,93  |
| 2019 | Światowe wojskowe igrzyska sportowe       | Wuhan          | bieg na 3000 m z przeszkodami | 3. miejsce  | 9:26,35  |
| 2021 | Puchar Europy w biegu na 10 000 metrów    | Birmingham     | bieg na 10 000 m              | 6. miejsce  | 32:16,25 |
| 2021 | III liga drużynowych mistrzostw Europy    | Limassol       | bieg na 5000 m                | –           | DNS      |
| 2021 | III liga drużynowych mistrzostw Europy    | Limassol       | bieg na 3000 m z przeszkodami | 1. miejsce  | 9:39,56  |
| 2021 | Igrzyska olimpijskie                      | Tokio          | bieg na 3000 m z przeszkodami | 13. miejsce | 9:34,10  |
| 2022 | Halowe mistrzostwa świata                 | Belgrad        | bieg na 3000 m                | 13. miejsce | 8:53,14  |
| 2022 | Igrzyska śródziemnomorskie                | Oran           | bieg na 3000 m z przeszkodami | 1. miejsce  | 9:14,29  |
| 2022 | Mistrzostwa świata                        | Eugene         | bieg na 3000 m z przeszkodami | 5. miejsce  | 9:10,04  |
| 2022 | Mistrzostwa Europy                        | Monachium      | bieg na 3000 m z przeszkodami | 1. miejsce  | 9:11,31  |
| 2023 | III dywizja drużynowych mistrzostw Europy | Chorzów        | bieg na 5000 m                | 1. miejsce  | 15:32,39 |
| 2023 | III dywizja drużynowych mistrzostw Europy | Chorzów        | bieg na 3000 m z przeszkodami | 1. miejsce  | 9:17,31  |
| 2023 | Mistrzostwa świata                        | Budapeszt      | bieg na 3000 m z przeszkodami | 8. miejsce  | 9:10,27  |
| 2024 | Mistrzostwa Europy                        | Rzym           | bieg na 3000 m z przeszkodami | 5. miejsce  | 9:22,92  |
| 2024 | Igrzyska olimpijskie                      | Paryż          | bieg na 3000 m z przeszkodami | eliminacje  | 9:27,41  |

## Rekordy życiowe
- bieg na 800 metrów (stadion) – 2:01,31 (2014) rekord Albanii
- bieg na 800 metrów (hala) – 2:02,27 (2013) rekord Albanii
- bieg na 1500 metrów (stadion) – 4:02,63 (2015) rekord Albanii
- bieg na 1500 metrów (hala) – 4:06,66 (2017) rekord Albanii
- bieg na 3000 metrów (stadion) – 8:46,61 (2022) rekord Albanii
- bieg na 3000 metrów (hala) – 8:44,46 (2020) rekord Albanii
- bieg na 5000 metrów (stadion) – 15:16,47 (2022) rekord Albanii
- bieg na 10 000 metrów – 32:16,25 (2021) rekord Albanii
- bieg na 10 kilometrów – 33:42 (2019) rekord Albanii[3]
- bieg na 3000 metrów z przeszkodami – 5:56,79 (2023)
- bieg na 3000 metrów z przeszkodami – 9:09,64 (2023) rekord Albanii
- półmaraton – 1:10:18 (2022) rekord Albanii
- maraton – 2:34:06 (2024) rekord Albanii